# Карл Ценнер
Карл Ценнер (нім. Carl Zenner; 11 червня 1899, Оберлімберг, Саар — 16 червня 1969, Андернах, Рейнланд-Пфальц) — Один із керівників окупаційного режиму в Білорусі, бригадефюрер СС (21 червня 1941) та генерал-майор поліції (26 вересня 1941).

## Життєпис
Учасник Першої світової війни. Після війни служив у Добровольчому корпусі.
Отримав вищу комерційну освіту у Кельні, потім з 1922 працював клерком.
1925 — вступив до НСДАП (квиток № 13 539) і один із перших в СС 16 квітня 1926 (квиток № 176).
1 січня 1932 — призначений командиром 5-го штрандарта СС у Бролі, з липня депутат Рейхстагу, у листопаді був позбавлений мандату. Після приходу нацистів до влади знову стає депутатом у березні 1933.
5 квітня 1934 — командир 4-го абшніту СС із штаб-квартирою у Брауншвейзі.
Січень 1935 — начальник штабу оберабшніту СС «Південь».
15 січня 1937 — поліцай-президент Ахену.
14 серпня 1941 — призначений керівником СС та поліції у Білорусі. Один із найближчих співробітників Вильгельма Кубе. Був знятий з посади у підозрі у бездіяльності у боротьбі з партизанами і відправлений до Берліну.
22 травня 1942 — начальник облікового управління Головного управління СС, у відомстві якого знаходилися заяви на прийом до СС та їхня реєстрація.
Травень 1945 — арештований французами і переданий британцям. Британським військовим трибуналом засуджений до 5 років в'язниці.
1950 — звільнений.
Червень 1961 — на суді у Кобленці засуджений до 15 років за ніби то організацію розстрілу 6000 євреїв.
1967 — звільнений за станом здоров'я.
16 червня 1969 — помер.

## Нагороди
- Залізний хрест 2-го класу
- Почесний хрест ветерана війни з мечами
- Почесний кут старих бійців
- Золотий партійний знак НСДАП
- Кільце «Мертва голова»
- Почесна шпага рейхсфюрера СС
- Медаль «За вислугу років у НСДАП» у бронзі, сріблі та золоті (25 років)
- Хрест Воєнних заслуг 2-го та 1-го класу з мечами